# Phytocoris cuneotinctus
Phytocoris cuneotinctus är en insektsart som beskrevs av Knight 1925. Phytocoris cuneotinctus ingår i släktet Phytocoris och familjen ängsskinnbaggar. Inga underarter finns listade i Catalogue of Life.